# Charles Yanofsky
Charles Yanofsky (17 avril 1925 - 16 mars 2018) est un généticien américain de la faculté de l'Université de Stanford qui contribue à l'établissement de l'hypothèse d'un gène-un enzyme et découvre l'atténuation, un mécanisme de riboswitch dans lequel l'ARN messager change de forme en réponse à une petite molécule et modifie ainsi sa capacité de liaison pour la région régulatrice d'un gène ou d'un opéron.

## Éducation
Charles Yanofsky est né le 17 avril 1925 à New York. Il est l'un des premiers diplômés de la Bronx High School of Science puis étudie au City College de New York et obtient son diplôme en biochimie bien que ses études aient été interrompues par le service militaire pendant la Seconde Guerre mondiale. En 1948, après être revenu et avoir terminé ses études, il entreprend des études supérieures en vue de sa maîtrise et de son doctorat, tous deux délivrés par l'Université Yale. Il poursuit un travail postdoctoral à Yale pendant un certain temps, complétant les travaux commencés pendant sa formation doctorale.

## Carrière et recherche
Yanofsky rejoint la faculté de la Case Western Reserve Medical School en 1954,. Il rejoint la faculté de l'Université de Stanford en tant que professeur associé en 1958. En 1964, Yanofsky et ses collègues établissent que les séquences de gènes et les séquences de protéines sont colinéaires chez les bactéries. Yanofsky montre que des changements dans la séquence d'ADN peuvent produire des changements dans la séquence des protéines aux positions correspondantes. Son travail est considéré comme la meilleure preuve en faveur de l'hypothèse un gène-un enzyme.
Son laboratoire découvre également comment des altérations contrôlées des formes d'ARN permettent à l'ARN de servir de molécule régulatrice dans les cellules bactériennes et animales. Ses étudiants Iwona Stroynowski (en) et Mitzi Kuroda (en) découvrent le processus d'atténuation de l'expression basé sur la capacité de liaison régulée de la 5'-UTR de l'ARN messager de l'opéron tryptophane bactérien. Ils ont ainsi découvert le premier riboswitch régulateur, bien que cette terminologie n'ait été utilisée que plus tard. Yanofsky et ses autres collaborateurs étendent ensuite ce travail en montrant comment les ARNm répondent de manière allostérique à un signal de petite molécule en changeant de forme et donc en modifiant leur capacité à se lier à la région régulatrice de chaque opéron. Ils montrent que ce mécanisme s'applique à d'autres opérons de biosynthèse et de dégradation d'acides aminés de bactéries et à des gènes de cellules animales.
En 1980, Yanofsky et d'autres scientifiques de Stanford fondent DNAX, un institut de recherche basé à Palo Alto, acquis par la suite par Schering-Plough.
Yanofsky est décédé à Palo Alto, en Californie. Au moment de son décès, il est professeur Morris Herzstein de biologie et de biologie moléculaire (émérite) au département de biologie de l'Université Stanford.

## Vie privée
La première épouse de Charles Yanofsky, Carol, est décédée d'un cancer du sein en 1990. Il se remarie avec Edna, et a trois fils.

## Récompenses et honneurs
Charles Yanofsky reçoit le Prix Albert-Lasker, parfois appelé le prix Nobel américain, en 1971 et le prix Selman A. Waksman en microbiologie de l'Académie nationale des sciences en 1972. Il est co-récipiendaire du prix Louisa Gross Horwitz de l'Université Columbia en 1976 avec Seymour Benzer. Yanofsky est élu membre étranger de la Royal Society en 1985 et est l'un des récipiendaires de la National Medal of Science Awards en 2003.